# Servicio Jesuita a Refugiados
El Servicio Jesuita a Refugiados (JRS) es una organización internacional católica cuya misión es acompañar, servir y defender a los refugiados y a otras personas desplazadas, para que puedan sanar, aprender y determinar su propio futuro.
El JRS fue fundado en noviembre de 1980 como una obra de la Compañía de Jesús por el entonces superior general Pedro Arrupe, que se vio inspirado a actuar por la difícil situación de los boat people vietnamitas.
El JRS tiene programas en más de 50 países y brinda asistencia a más de 680,000 personas. Las áreas de trabajo son la educación, la asistencia de emergencia, la atención sanitaria, los medios de subsistencia, la reconciliación y el apoyo psicosocial.  
El JRS también está involucrado en la defensa de los derechos humanos. Esto implica asegurar que los refugiados gocen de todos los derechos garantizados por la Convención de Ginebra de 1951 sobre el Estatuto de los Refugiados y trabajar para reforzar la protección de los desplazados internos.
La sede internacional del JRS se encuentra en Roma, en la Curia General de la Sociedad. El Director Internacional es el Rev. Thomas H. Smolich SJ.